# Los Iglesias. Hermanos a la obra
Los Iglesias. Hermanos a la obra es un programa de televisión producido por RTVE y emitido por La 1 de Televisión Española. El formato se estrenó el 9 de julio de 2024. A partir del programa 5, fue trasladado a la franja de late night en la noche de los viernes tras sus bajos datos de audiencia. 

## Formato
En el programa los hermanos realizan diferentes reformas para todo tipo de amigos y celebrities, todos ellos rostros públicos. Estas reformas se llevan a cabo tanto en Madrid, como en Miami, ya que ambos hermanos viven allí en Estados Unidos. Ambos hacen un perfecto tándem, puesto que Chábeli Iglesias, la hermana mayor de los Iglesias, tiene una trayectoria de más de 20 años dedicándose a la decoración de interiores. Ella diseña el proyecto de la reforma, mientras que su hermano hace la labor de manitas materializando las ideas de su hermana.
El formato dará cabida no solo a las reformas, sino también a conocer un poco más a la familia Iglesias y a los invitados estrella. Se mostrará cómo es la vida de Chábeli y Julio Iglesias Jr. viviendo entre Madrid y Miami. También se dará pie a multitud de anécdotas para explicar su relación con los invitados, que serán tanto amigos de la familia como rostros públicos muy conocidos, pese a que en el programa harán la función de clientes.

## Equipo del programa

### Técnico
Dirección
- Carlos Hierro
- Elena Zapata

Realización
- Iván de Pedro
- Alfonso Haro

Edición
- Daniel Rodríguez 'Púa'

Sonido
- Guillermo Poza

Producción
- Marta de las Heras
- Cristina Prieto

## Temporadas y audiencias
| Temporada | Temporada | Emisiones | Estreno            | Final                   | Audiencia media | Audiencia media | Audiencia media |
| Temporada | Temporada | Emisiones | Estreno            | Final                   | Espectadores    | Share           |                 |
| --------- | --------- | --------- | ------------------ | ----------------------- | --------------- | --------------- | --------------- |
|           | 1         | 9         | 9 de julio de 2024 | 6 de septiembre de 2024 | 371 000         | 5,6%            |                 |

### Temporada 1 (2024)
| N.º Temp. | Invitado(s)                     | Fecha de emisión | Audiencia         |
| --------- | ------------------------------- | ---------------- | ----------------- |
| 1         | Beatriz Luengo y Yotuel Romero  | 09/07/2024       | 1 051 000 (15,2%) |
| 2         | Omar Montes                     | 16/07/2024       | 645 000 (6,8%)    |
| 3         | Isabel Preysler                 | 23/07/2024       | 500 000 (5,5%)    |
| 4         | Ana García Obregón              | 30/07/2024       | 269 000 (4,9%)    |
| 5         | Luis Fonsi                      | 09/08/2024       | 182 000 (5,2%)    |
| 7         | Arancha Sánchez Vicario         | 16/08/2024       | 263 000 (4,4%)    |
| 8         | Gloria Estefan y Emilio Estefan | 23/08/2024       | 204 000 (3,5%)    |
| 9         | Norma Duval                     | 06/09/2024       | 222 000 (5,0%)    |

     Líder de su franja de emisión.